# Zadná Javorová dolina
Zadná Javorová dolina je nejvýše položená část Javorové doliny. Prochází jí zeleně značený turistický chodník z Tatranské Javoriny, který pokračuje přes Sedielko (2372 m n. m.) na Téryho chatu a dále do Starého Smokovce.